# 沙巴塔卡
沙巴塔卡（Shabatka；又譯作攝比特庫，Shebitku）是古埃及第二十五王朝（努比亚王朝）的第三位法老。他是皮耶（Piye）的儿子和沙巴卡的侄子。
沙巴塔卡在位期间，对亚述的势力扩张采取对抗政策，这和前任法老沙巴卡的和解政策全然不同。
沙巴塔卡死後，由他的弟弟塔哈尔卡承继王位。